# Puits perdu
 (décembre 2017).
Si vous disposez d'ouvrages ou d'articles de référence ou si vous connaissez des sites web de qualité traitant du thème abordé ici, merci de compléter l'article en donnant les références utiles à sa vérifiabilité et en les liant à la section « Notes et références ».

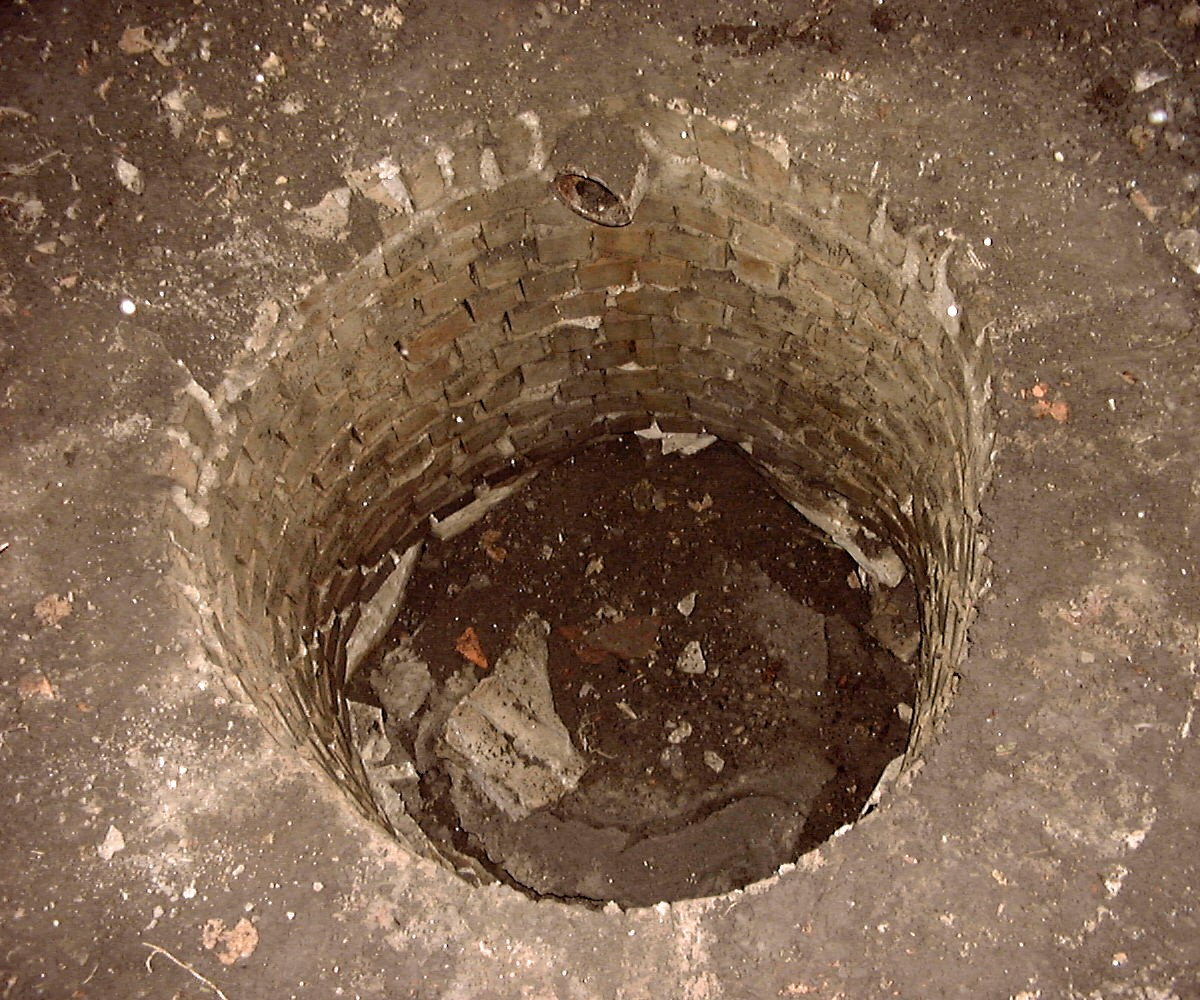
Vieux puits sec. Utilisé jusqu'à c. 1960. Couvert pendant environ 45 ans. Des morceaux de terre sont tombés dans le trou lorsque le couvercle a été retiré.

Le puits perdu (ou puits d'infiltration) est un dispositif d'assainissement terminal, le plus souvent non-collectif, qui a pour fonction l'évacuation des fluides qui y sont acheminés par le réseau d'assainissement dans le sol.  
Contrairement à la fosse septique, le puits perdu n'a pas de fonction épuratrice, il se limite à injecter l'eau déjà épurée dans la nappe phréatique. Le puits perdu est particulièrement adapté à l'évacuation des eaux pluviales lorsque les conditions nécessaires à cette fonction le permettent. Toutefois, son impact environnemental est à double tranchant : autant il permet la recharge des nappes phréatiques, autant il présente un risque environnemental et sanitaire de contamination de ces nappes. 
Pour cette raison, à l'instar des autres types d'ouvrages d'assainissement in situ, son utilisation est soumise à déclaration préalable et est réglementée dans la plupart des pays,.

## Description

### Construction
Un puits perdu est réalisé par fouille du sol en puits (terrassement ponctuel) à profondeur modérée. Les parois de la fouille ainsi ouverte sont maçonnées à l'aide d'un appareil grossier à joints ouverts, le plus souvent cyclopéen, destiné à laisser passer le fluide évacué dans le puits à travers les interstices de l'appareil. La profondeur de fouille est déterminée par la perméabilité des couches de sol traversées et s'arrête à l'horizon géologique perméable, permettant d'atteindre la nappe phréatique. 
Les dimensions des puits perdus varient comme suit :
- Diamètre de 1 m à 5 m (plus large est meilleur) ;
- Profondeur de 3 m à 30 m (moins profond est meilleur);
- Chambre de stockage en surlargeur sur la tête de puits, est typiquement d’une hauteur comprise entre 1.50 m et 4 m.

Après la réalisation de la fouille et de la paroi, le fond du puits perdu est rempli de couches homogènes de granulats perméables (sables et graviers de diverses sections, posées dans l'ordre décroissant de diamètres des grains; les plus fins en fond de fouille) au-dessus desquelles un dispositif de percolation est installé afin d'éviter le renardage et de ravinage du matériau par la chute du fluide évacué. Le rôle des granulats employés est d'éviter l'injection de matières en suspension ou de substrat dans la nappe phréatique. Toutefois, ce dispositif de filtration est réservé au filtrage mécanique. Il ne permet par de dépolluer l'eau ou d'en retirer des substances dissoutes ou émulsionnées. Par conséquent, le puits perdu ne peut recevoir des eaux contenant des graisses, des tensioactifs, des engrais, etc.
Enfin, par mesure d'hygiène et de sécurité, l'ouvrage reçoit un couvercle en dur, permettant de confiner l'ouvrage terminé dans le sol à faible profondeur ce qui permet de rendre l'ouvrage visitable. Ce couvercle, empêche toute chute accidentelle dans le puits, mais permet également d'isoler les émanations gazeuses caractéristiques des ouvrages d'assainissement.

### Matériaux
Les matériaux employés dans un puits perdu font partie des matériaux classiques et durables de la construction. Malgré le faible besoin en maintenance de ce type d'ouvrages, la durabilité et la pérennité sont des caractéristiques critiques du puits perdu. Ainsi, on utilise des matériaux réputés pour leur durabilité et leur adéquation avec l'usage envisagé :
- Parois : Pierre de taille, pierre sèche ou calcaires de grandes dimensions (blocs de 30 cm à 1 m) ;
- Liant : liant hydraulique à base de ciment (mortiers), parfois hydrofuge en présence d'une pression piézométrique au-dessus de l'horizon géologique d'évacuation ;
- Filtration : Lits de gravettes et de sables en diamètres décroissant (dans le sens d'évacuation du fluide : de haut en bas). Les couches les plus basses peuvent être comblées de moellons en vrac ;
- Percolateur : petit ouvrage en béton (parfois armé) placé au-dessus de la couche de sable et permettant d'atténuer l'énergie d'impact du fluide à sa chute depuis le point d'entrée au puits perdu.

## Configurations

### Configurations constructives
Il existe trois principales variantes de puits perdu:
- Le puits perdu à évacuation directe : est un puits perdu de section régulière, à profondeur moyenne à modérée (3 à 30 m). Ce type d'ouvrage permet l'élévation de la pression statique de l'eau stockée à l'intérieur du puits par élévation de son niveau dans le puits (stockage), ce qui met en charge le circuit d'eau jusqu'à l a nappe. Ce type de puits convient parfaitement à l'évacuation des eaux pluviales;
- Le puits perdu à vase de stockage : est un puits perdu semblable au puits à évacuation directe, recevant en plus, une vase de stockage sur son tronçon supérieur. La chambre d'évacuation ainsi créée est réalisée le plus souvent en béton armé ou en pierre. Cette chambre est destinée à éviter la saturation du puits perdu en crue par la mise à disposition d'un espace de stockage temporaire en cas de perméabilité insuffisante du sol ou de conditions climatiques sévères;
- Le puits perdu filtrant : Ce type de puits perdus assez rare permet d'incorporer dans la partie supérieure du puits perdu un dispositif de filtration complémentaire. Ce dispositif composé d'ouvrages de répartition, de filtration, de ventilation et de drainage permet de compléter le traitement d'épuration des eaux en provenance d'une fosse septique ou d'un autre ouvrage d'épuration.

D'autres variantes sont parfois employées en fonction des conditions (buses perforées en montagne lorsque les couches drainantes ne sont pas disponibles ou lorsque la nappe est affleurante etc.) mais restent d'un usage exceptionnel.

### Configurations piézométriques
Les puits perdus sont classés en trois catégories distinctes en fonction de leur profondeur par rapport à la nappe :
- Les puits traversant la nappe phréatique : Ces puits perdus bien que très performants hydrauliquement, ne profitent pas de la capacité épuratrice des sols et sont réservés à l'évacuation exclusive des eaux pluviales et des eaux dépolluées, épurées et filtrées avant leur rejet dans la nappe. Ce puits reste fondamentalement incompatible avec les activités industrielles (acides, métaux lourds, etc) et agricoles (pollutions à l'azote, au potassium, etc.) Ils sont utilisés comme puits de décharge d'ouvrages d'art ou lorsque la capacité drainante du sol est insuffisante;
- Les puits infiltrant directement dans la nappe : Ces puits intermédiaires, dont le fond est noyé en permanence, sont semblables aux puits d'infiltration traversants et obéissent aux mêmes règles sur la nature des eaux rejetées. Ils évacuent l'eau directement dans la nappe alors qu'en périodes de crue, les parois évacuent également une partie de l'eau directement vers le sol, toutefois le pouvoir filtrant de ce dernier est réduit car n'étant mis en œuvre qu'en période de crue, principalement causées par des eaux pluviales. Ce type de puits est utilisé lorsque la capacité d'évacuation souhaitée n'est pas atteinte sur le sol disponible;
- Les puits perdus en lanterne : Ces puits perdus n'atteignent pas la nappe phréatique et profitant de la pleine capacité filtrante du sol. Ces puits perdus sont à utiliser à chaque fois que possible. Ils permettent de protéger la nappe phréatique par l'action des micro organismes présents naturellement dans le sol sur les matières présentes dans les effluents évacués.

A chaque configuration piézométrique son mode de calcul et ses limites de performance.

## Dimensionnement
Le dimensionnement d'un puits perdu vise à en déterminer les caractéristiques géométriques et physiques générales : hauteur, largeur, chambre de stockage éventuelle. La méthode de calcul détermine a hauteur de remontée de l'eau de la nappe dans le puits face à un débit déterminé. Lorsque cette hauteur n'excède par la hauteur du puits (avec une marge de sécurité) le puits est convenable au débit envisagé.

### Hypothèses de calcul
Avant de procéder au dimensionnement d'un puits perdu, il y a lieu de collecter et vérifier les données ci-dessous:
- Caractéristiques du sol (perméabilité, pédologie, horizons lithologiques) déterminées par une campagne de reconnaissance géotechnique;
- Nature des fluides rejetés et définition du réseau et filtration en amont;
- Détermination de la présence d'eaux pluviales ou non (celles-ci contribuent à hauteur de 90 % des débits d'assainissement liquide en milieu urbain par ex.);
- Détermination des contraintes réglementaires, de voisinage, d'utilisation et d'entretien.

### Règles de calcul

#### Cas des puits traversants la nappe phréatique (performance maximale)
La formule ci-dessous décrit la remontée d'eau dans le puits face à un débit donné à partir du niveau supérieur de la nappe. Il convient d'appliquer un coefficient de sécurité de 2 à cette formule. la hauteur théorique de calcul sera donc 2 x H.
{\displaystyle H=0.366\times {\frac {Q\cdot \log \left({\frac {R_{a}}{R_{p}}}\right)}{T}}} où:
- {\displaystyle H} est la remontée de la nappe dans le puits en m;
- {\displaystyle Q} est le débit d'évacuation en m³/s continu (24 h/24);
- {\displaystyle T} est la transmissivité du sol dans le rayon d'action du puits en m²/s = la perméabilité du sol en m/s * épaisseur de la nappe en m;
- {\displaystyle R_{a}}est le rayon d'action du puits avec 100 m comme valeur de calcul
- {\displaystyle R_{p}}est le rayon intérieur libre du puits

#### Cas des puits affleurant la nappe phréatique (performance intermédiaire)
La formule ci-dessous décrit la remontée d'eau dans le puits face à un débit donné à partir du niveau supérieur de la nappe. Il convient d'appliquer le même coefficient de sécurité de 2 à cette formule. la hauteur théorique de calcul sera donc 2 x H.
{\displaystyle H=\alpha \times 0.366\times {\frac {Q\cdot \log \left({\frac {R_{a}}{R_{p}}}\right)}{T}}} où {\displaystyle \alpha =ln({\frac {R_{a}}{2e}})+{\frac {e}{c}}\cdot {\frac {ln({\frac {2c}{R_{p}}})}{ln({\frac {R_{a}}{R_{p}}})}}} est un coefficient supérieur à 1

#### Cas des puits perdus en lanterne
Il n'existe pas de formule théorique de calcul pour les puits perdus en lanternes. Toutefois, si l'on suppose un cône d'infiltration de 30° à partir de la verticale, on peut calculer la hauteur de remontée des eaux au fond du puits perdu comme suit :
{\displaystyle H={\frac {Q-K\cdot \pi R_{p}^{2}}{{\frac {2}{\sqrt {5}}}\cdot K\cdot \pi R_{p}}}} où K est la vitesse d'infiltration à 2 m de profondeur en m/s mesurée in-site ou fournie par le laboratoire géotechnique.